# Stenosathe brachycera
Stenosathe brachycera är en tvåvingeart som först beskrevs av Friedrich Hermann Loew 1858.  Stenosathe brachycera ingår i släktet Stenosathe och familjen stilettflugor. Inga underarter finns listade i Catalogue of Life.